# Kaila seydeli
Kaila seydeli är en insektsart som beskrevs av Irena Dworakowska 1981. Kaila seydeli ingår i släktet Kaila och familjen dvärgstritar.
Artens utbredningsområde är Kongo-Kinshasa. Inga underarter finns listade i Catalogue of Life.